# Encarna Granados
Encarna Granados (eigentlich Encarnación Granados Aguilera; * 30. Januar 1972 in Sarrià de Ter) ist eine ehemalige spanische Geherin.
Bei den Olympischen Spielen 1992 in Barcelona belegte sie über 10 km den vierzehnten Platz. Den größten Erfolg ihrer Karriere feierte sie ein Jahr später über dieselbe Distanz bei den Weltmeisterschaften 1993 in Stuttgart. In persönlicher Bestleistung von 43:21 min gewann sie die Bronzemedaille hinter Sari Essayah (42:59 min) und Ileana Salvador (43:08 min).
Bei den Europameisterschaften 1994 in Helsinki wurde Granados Fünfzehnte, bei den Weltmeisterschaften 1995 in Göteborg Sechzehnte im 10-km-Gehen. Dagegen erreichte sie bei den Olympischen Spielen 1996 in Atlanta und bei den Europameisterschaften 1998 in Budapest das Ziel nicht. Im 20-km-Gehen erreichte sie bei den Olympischen Spielen 2000 in Sydney Platz 20.
Daneben wurde Encarna Granados insgesamt achtmal spanische Meisterin, jeweils viermal im 20-km-Gehen (1992, 1994, 1995, 1997) und im 10.000-Meter-Bahngehen (1993–1995, 2000). Sie ist 1,68 m groß und hatte ein Wettkampfgewicht von 50 kg.

## Bestleistungen
- 10.000 m: 43:30,22 min, 2. September 2000, Barcelona
- 10 km: 43:21 min, 14. August 1993, Stuttgart
- 20 km: 1:33:06 h, 23. April 2000, Leamington Spa